# Pompholyxophrys
Pompholyxophrys este un gen de nucleariide, care conține șase specii, inclusiv Pompholyxophrys punicea. Celulele sale sunt amiboide, au pseudopode filiforme, care seamănă cu cele ale heliozoarelor dar nu au microtubuli. Pompholyxophrys punicea este înconjurată de un strat de structuri sferice, silicioase, cu pori hexagonali, care nu se văd decât la microscopul electronic. În general, membrii genului se hrănesc cu alge. Mărimea variază între 15 și 65 μm, iar culoarea este, de obicei, portocalie.